# Большой зал Московской консерватории
Большо́й зал Моско́вской консервато́рии (распространённое сокращение — БЗК) ― концертный зал в Москве, одна из крупнейших и самых значительных концертных площадок России и мира. Зал вмещает 1737 мест (первоначально зал вмещал 2486 зрителей). Торжественно открыт 7 (20) апреля 1901 года.

## История
Зал был открыт 7 (20) апреля 1901 года в здании, построенном в 1895―1901 годах по проекту архитектора В. П. Загорского. В 1901 году в зале установлен орган работы мастера Аристида Кавайе-Коля, переданный в дар консерватории С. П. фон Дервизом. Концертом на открытии дирижировал В. И. Сафонов, в дальнейшем на сцене Большого зала консерватории выступали ведущие советские, российские и зарубежные солисты и коллективы классической музыки, здесь дал свой первый концерт Госоркестр СССР (1936). В Большом зале также проходят крупнейшие музыкальные конкурсы и фестивали, в том числе финальные прослушивания участников Международного конкурса имени П. И. Чайковского. В 1920―1930-е годы зал также использовался как кинотеатр, а в 1940-м здесь проходили партии XII чемпионата СССР по шахматам. С начала 1950-х и до конца 1990-х бессменной ведущей концертов Большого зала являлась Анна Чехова.

## Портреты композиторов
Зал украшают портреты русских и зарубежных композиторов. Первоначально по заказу Сафонова они были написаны художником Н. К. Бодаревским, и располагались в таком порядке (если смотреть со сцены):
| Левая сторона | Правая сторона |
| ------------- | -------------- |
| Глинка        | Чайковский     |
| Бах           | Бетховен       |
| Моцарт        | Гендель        |
| Гайдн         | Шуберт         |
| Мендельсон    | Шуман          |
| Вагнер        | Глюк           |
| Бородин       | Рубинштейн     |

|                     |                  |                   |              |                   |                    |              |               |
| Людвиг ван Бетховен | П. И. Чайковский | Франц Йозеф Гайдн | М. И. Глинка | Феликс Мендельсон | Франц Петер Шуберт | Роберт Шуман | Рихард Вагнер |

В 1953 году портреты Мендельсона, Глюка, Гайдна и Генделя были заменены на изображения Римского-Корсакова, Шопена, Даргомыжского и Мусоргского, соответственно, выполненные советскими художниками. Снятые портреты Мендельсона и Гайдна были спустя много лет обнаружены, отреставрированы и сейчас выставлены перед входом в партер. Портреты Глюка и Генделя утрачены.

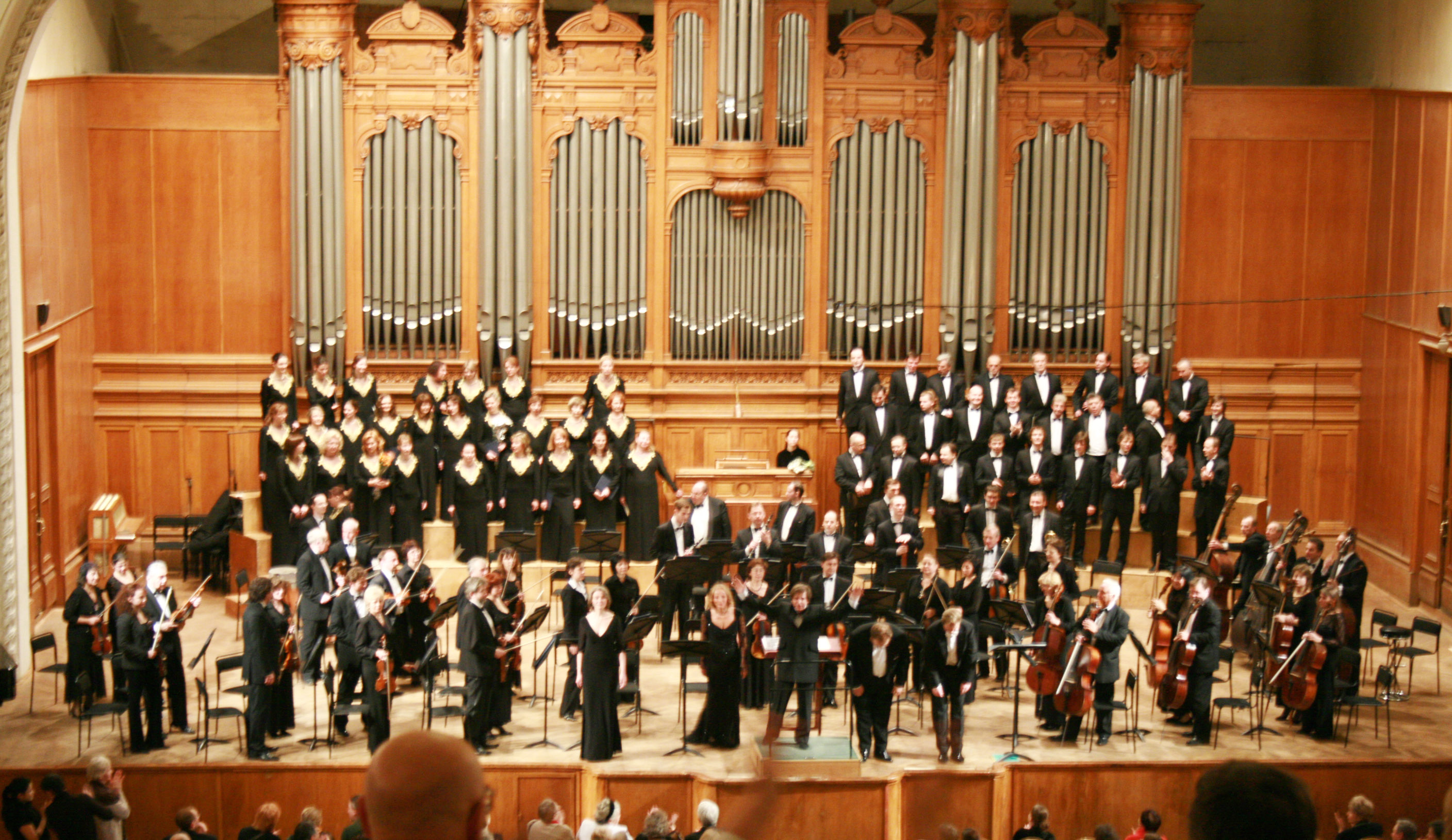
Сцена Большого зала

Над сценой расположен барельеф Н. Г. Рубинштейна. В 1954 году перед зданием Большого зала был установлен памятник П. И. Чайковскому (скульптор — Вера Мухина).
В 2010 году началась масштабная реставрация консерваторского комплекса, предполагавшая возвращение оригинального исторического — на момент открытия (1898—1901) — облика всем концертным залам и учебным корпусам. Тогда же в фойе Большого зала был воссоздан огромный витраж «Святая Цецилия», которую c XVI века почитают как покровительницу церковной музыки в римско-католической церкви. Витраж был освящён митрополитом Волоколамским Иларионом, который учился в Московской консерватории в 1984 году. Стеклянное полотно, выполненное в 1901 году в витражной мастерской Северного стекольно-промышленного общества, погибло во время Великой Отечественной войны. В 2010 году оно было воссоздано в петербургской мастерской В. Лебедева. Решением учёного совета от 28 ноября 2006 г. корпусу Большого зала (главному корпусу Московской консерватории) присвоено имя основателя Московской консерватории Н. Г. Рубинштейна. В декабре 2016 года, после шести лет реставрации, снова заиграл орган.

## Примечания

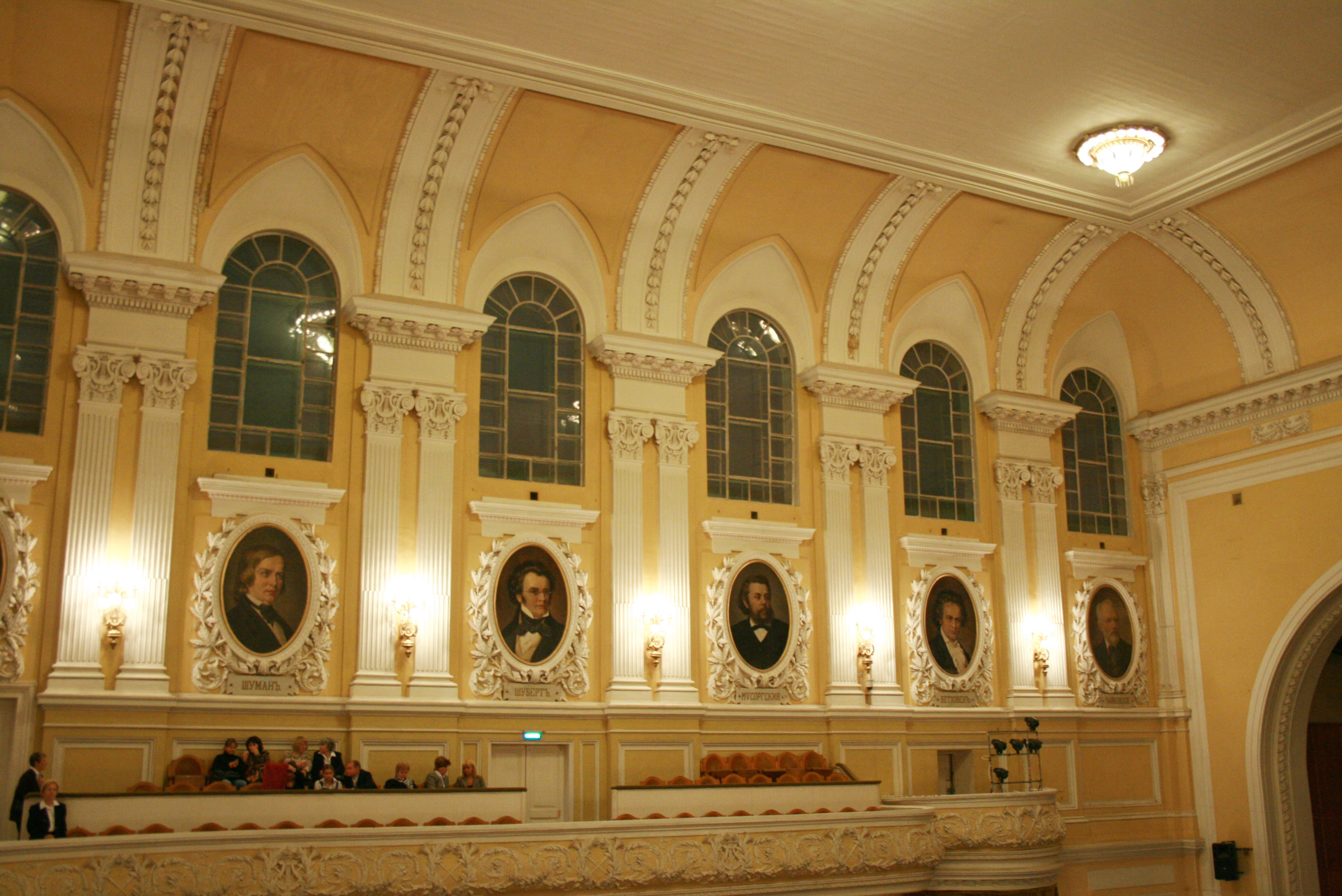
Портреты композиторов на южной стене Большого зала